# 群馬県道195号南蛇井下仁田線
群馬県道195号南蛇井下仁田線（ぐんまけんどう195ごう なんじゃいしもにたせん）は群馬県にある県道である。ほとんどの区間が山道で、舗装はされているものの1車線ほどしか道幅がない。

## 路線データ
- 群馬県富岡市南蛇井（群馬県道48号下仁田安中倉渕線交点）[注釈 1]
- 群馬県甘楽郡下仁田町大字下仁田字下町170番の1[1]（国道254号交点〈下仁田交差点〉）

## 歴史
- 1959年（昭和34年）9月18日：群馬県より現・道路法に基づき、県道南蛇井下仁田線（富岡市大字南蛇井 - 安中市大字原市、整理番号190）が路線認定される[2]。

## 地理

### 通過自治体
- 群馬県
  - 富岡市
  - 甘楽郡下仁田町

### 交差する主な道路
- 国道254号 - 終点